# Giro dell'Emilia Internazionale Donne Elite 2023
Il Giro dell'Emilia Internazionale Donne Elite 2023, decima edizione della corsa, valevole come ultima prova dell'UCI Women's ProSeries 2023 categoria 1.Pro, si svolse il 30 settembre 2023 su un percorso di 103,5 km, con partenza da Carpi e arrivo a San Luca, in Italia. La vittoria fu appannaggio della danese Cecilie Uttrup Ludwig, la quale completò il percorso in 2h36'21", alla media di 39,719 km/h, precedendo l'italiana Marta Cavalli e la francese Juliette Labous.
Sul traguardo del San Luca 106 cicliste, su 149 partite da Carpi, portarono a termine la competizione.

## Squadre e corridori partecipanti
Al via 26 squadre.
| N.      | Cod. | Squadra                       |
| ------- | ---- | ----------------------------- |
| 1-6     | LTK  | Lidl-Trek                     |
| 11-16   | FST  | FDJ-Suez                      |
| 21-26   | FED  | Fenix-Deceuninck              |
| 31-36   | HPW  | Human Powered Health          |
| 41-46   | CGS  | Israel Premier Tech Roland    |
| 51-56   | MOV  | Movistar Team                 |
| 61-66   | DSM  | Team DSM-Firmenich            |
| 71-76   | JAY  | Team Jayco AlUla              |
| 81-86   | JVW  | Team Jumbo-Visma              |
| 91-96   | UAD  | UAE Team ADQ                  |
| 101-106 | UXT  | Uno-X Pro Cycling Team        |
| 111-116 | VAI  | Aromitalia-Basso Bikes-Vaiano |
| 121-126 | BPK  | BePink                        |

| N.      | Cod. | Squadra                         |
| ------- | ---- | ------------------------------- |
| 131-136 | BTW  | Born To Win G20 Ambedo          |
| 141-146 | BCL  | BTC City Ljubljana Scott        |
| 151-156 | WNT  | Ceratizit-WNT Pro Cycling       |
| 161-166 | COF  | Cofidis                         |
| 171-176 | GBJ  | GB Junior Team Piemonte         |
| 181-186 | CYN  | Cynisca Cycling                 |
| 191-196 | SBT  | Isolmant-Premac-Vittoria        |
| 201-206 | LKF  | Laboral Kutxa Fundación Euskadi |
| 211-216 | PHV  | Parkhotel Valkenburg            |
| 221-226 | TDP  | Team Dukla Praha                |
| 231-236 | MDS  | Team Mendelspeck                |
| 241-246 | TOP  | Top Girls Fassa Bortolo         |
| 251-256 | WCC  | WCC Team                        |

## Ordine d'arrivo (Top 10)
| Pos. | Corridora             | Squadra  | Tempo    |
| ---- | --------------------- | -------- | -------- |
| 1    | Cecilie Uttrup Ludwig | FDJ-Suez | 2h36'21" |
| 2    | Marta Cavalli         | FDJ-Suez | a 5"     |
| 3    | Juliette Labous       | DSM      | a 16"    |
| 4    | Gaia Realini          | Lidl     | a 28"    |
| 5    | Ane Santesteban       | Jayco    | a 32"    |
| 6    | Liane Lippert         | Movistar | a 38"    |
| 7    | Sofia Bertizzolo      | UAE ADQ  | a 47"    |
| 8    | Évita Muzic           | FDJ-Suez | a 50"    |
| 9    | Erica Magnaldi        | UAE ADQ  | 1'12"    |
| 10   | Urška Žigart          | Jayco    | 1'20"    |